# Mariä Himmelfahrt (Walkersaich)

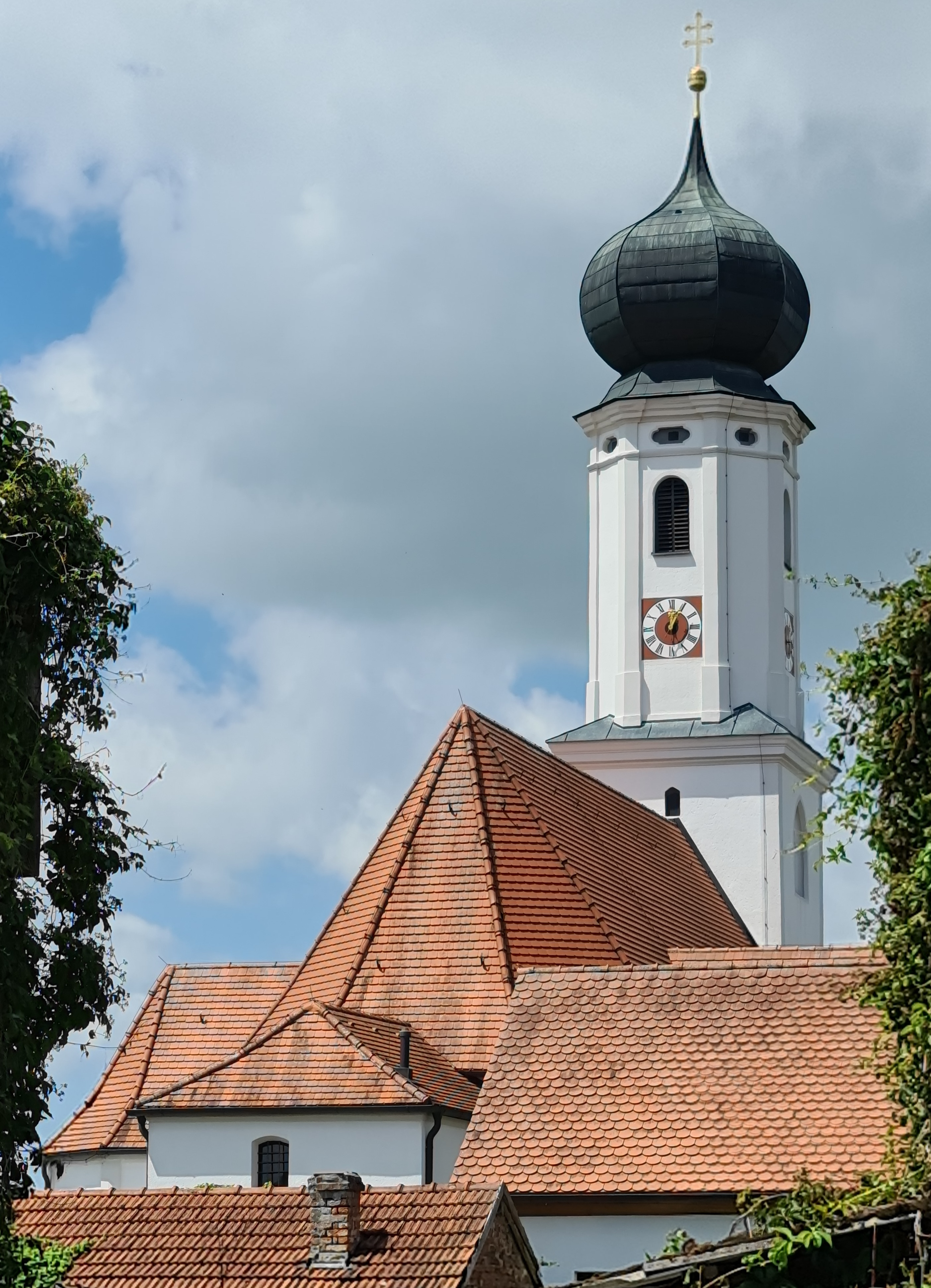
Mariä Himmelfahrt in Walkersaich

Innenraum

Die römisch-katholische Kuratiekirche Mariä Himmelfahrt steht in Walkersaich, einem Gemeindeteil von Schwindegg im oberbayerischen Landkreis Mühldorf am Inn. Sie ist in der Liste der Baudenkmäler in Schwindegg unter der Nr. D-1-83-144-15 eingetragen. Die Quasipfarrei gehört zum Dekanat Mühldorf im Erzbistum München und Freising.

## Beschreibung
Die gotische Wandpfeilerkirche wurde am Ende des 15. Jahrhunderts erbaut. Sie besteht aus dem Langhaus zu drei Jochen, dem Chor zu zwei Jochen mit Fünfachtelschluss im Osten und dem Kirchturm auf quadratischem Grundriss im Westen. Sein oberstes achteckiges Geschoss enthält die Turmuhr und den Glockenstuhl. Darauf sitzt eine Zwiebelhaube. Bei der barocken Umgestaltung 1750 wurden an der Nord- und Südwand des Langhauses neben dem Chor je eine Kapelle angebaut. Die Sakristei mit einem Oratorium im Obergeschoss steht an der Stirnwand des Chors. 
Der barocke Hochaltar wird von den Skulpturen des Apostels Andreas und des heiligen Sigismund von Burgund flankiert. 

## Orgel

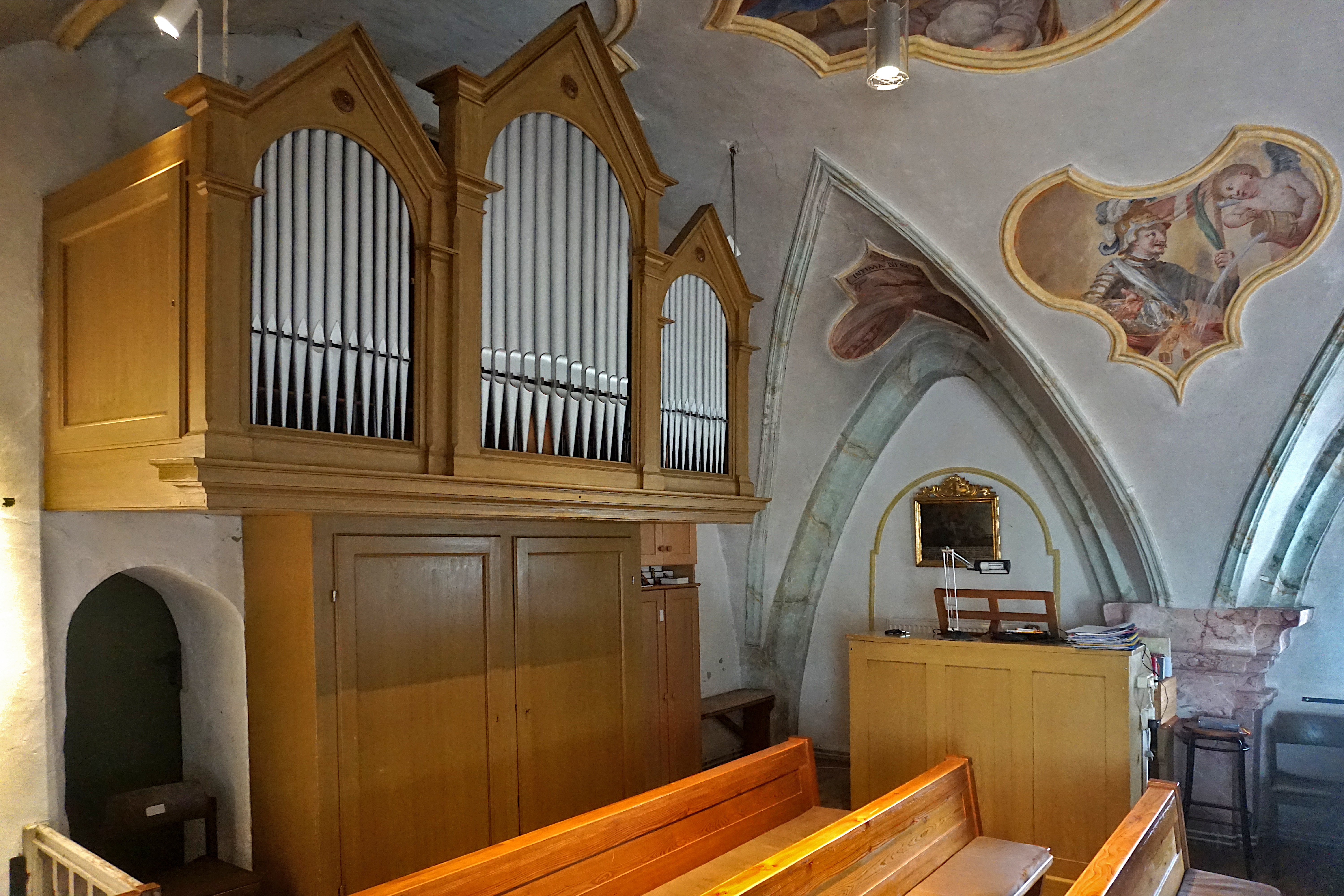
Orgel

Die Orgel mit sieben klingenden Registern auf einem Manual und Pedal wurde 1970 von Max Sax (St. Gregoriuswerk) in das neugotische Gehäuse der Vorgängerorgel von Franz Borgias Maerz aus dem Jahr 1892 eingebaut. Die Disposition des pneumatischen Kegelladen-Instruments lautet:
| Manual C–f3 |       |
| Gedeckt     | 8′    |
| Salicional  | 8′    |
| Principal   | 4′    |
| Rohrflöte   | 4′    |
| Nasat       | 2′    |
| Mixtur III  | 1 ⁄3′ |

| Pedal C–f1 |     |
| Subbaß     | 16′ |
| Zartbaß    | 16′ |

- Koppeln: Superoktavkoppel, M/P
- Spielhilfen: Tutti